# Sousedící státy Spojených států amerických

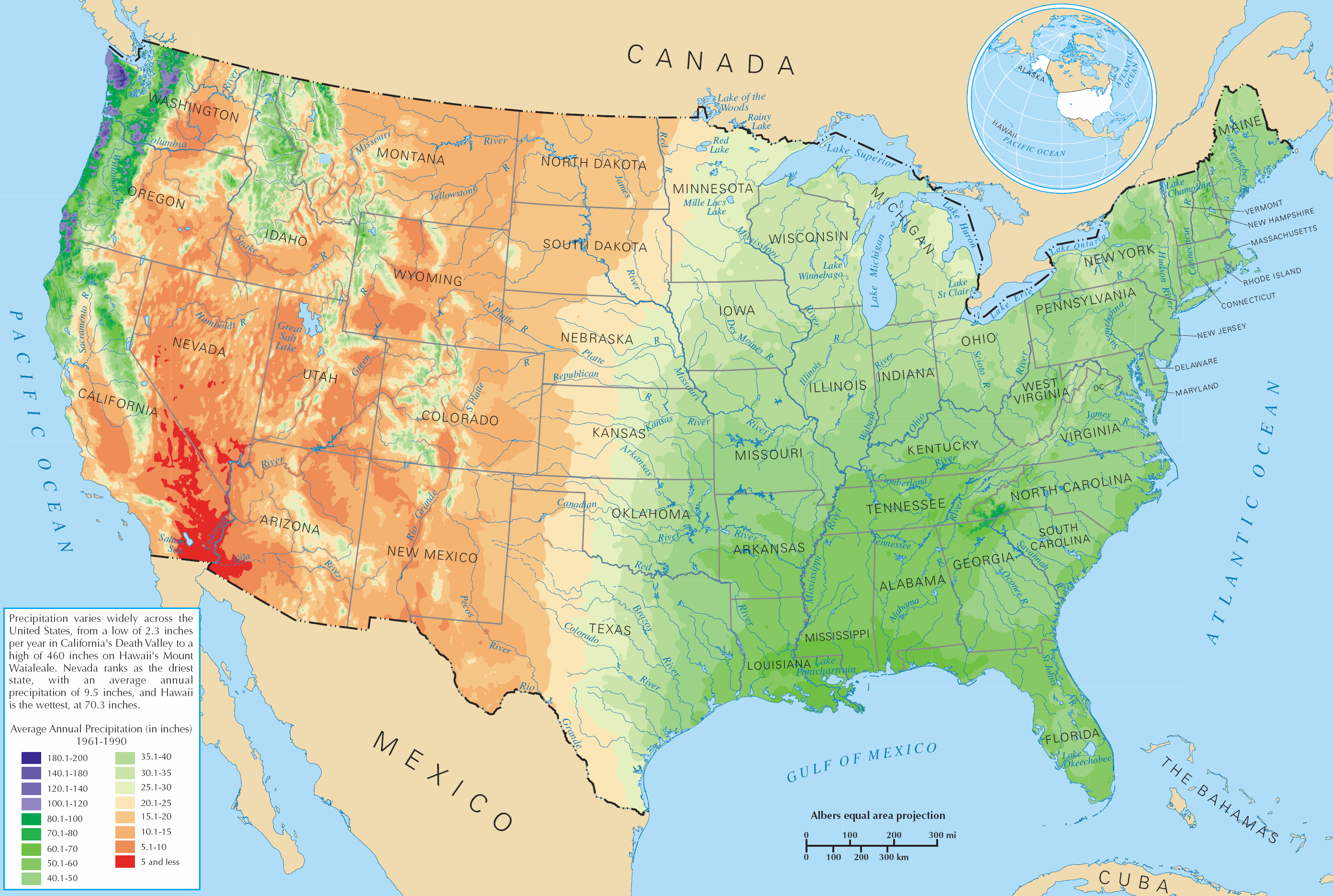
Fyzická mapa Sousedících států

Sousedící státy Spojených států amerických (anglicky Contiguous/Conterminous United States) je souhrnné označení pro 48 vzájemně sousedících států Spojených států amerických a území federálního distriktu s hlavním městem Washingtonem na severoamerickém kontinentu.
Termín především vylučuje státy unie, které s ostatními nesousedí, tedy Aljašku a Havaj. Logicky také nezahrnuje závislá území Spojených států amerických (jako je Portoriko, Guam a různá další teritoria). Ostrovy při pobřeží, které jsou integrálními součástmi 48 sousedících států, se však do tohoto území počítají. Termín se používá například ve statistikách, geografických popisech, meteorologii a dalších oborech, kdy je situace pro souvislé území sousedících států podobná a zásadně odlišná od zbylých dvou států.

## Podobné pojmy
Pojem sousedící státy je nutno důsledně odlišovat od sousedních států USA, což jsou Kanada a Mexiko.
Dále existuje pojem kontinentální Spojené státy, což je 49 států (sousedící + Aljaška, bez Havaje). Jako synonymum se někdy používají pevninské Spojené státy (mainland United States), což ale přesněji znamená jen území 49 států na pevnině Severní Ameriky bez ostrovů. To může znamenat podstatný rozdíl zejména s ohledem na hustě zalidněné ostrovy státu New York (Long Island, Manhattan) nebo velké ostrovy v rámci Aljašky. 

## Charakteristika
Celková rozloha sousedících států Spojených států amerických je 8 080 464 km2, což je 83,9 % celkové plochy USA. Ze severozápadu (z Washingtonu) na jihovýchod (na Floridu) je nejdelší vzdálenost 4 508 kilometrů. Ze severu na jih je nejdelší vzdálenost 2 660 kilometrů. Na severu toto území sousedí s Kanadou a na jihozápadě s Mexikem.
Podle sčítání z roku 2010 mělo 48 sousedících států 306 675 006 obyvatel, což činilo celkem 99,33 % populace Spojených států amerických. Průměrná hustota zalidnění byla 40,0 obyvatel/km², oproti 33,7 obyvatel/km² pro celou zemi (tento značný rozdíl je způsoben extrémně nízkým zalidněním Aljašky, která přitom tvoří přes šestinu rozlohy USA).

## Krajní body
- nejsevernější – Northwest Angle, Minnesota
- nejjižnější – ostrov Ballast Key ve Florida Keys, Florida
- nejzápadnější – útesy Bodelteh Islands u Olympijského poloostrova, Washington
- nejvýchodnější – útes Sail Rock u poloostrova Quoddy Head, Maine (nejvýchodnější bod celých USA bez závislých území)